# Geórgios Zaïmis
Geórgios Zaḯmis (en grec moderne : Γεώργιος Ζαΐμης) ou Zaïmis est un skipper grec né le 28 juin 1937 au Pirée et mort le 1er mai 2020.

## Carrière
Geórgios Zaïmis obtient une médaille d'or (avec le diadoque Constantin de Grèce et Odysséas Eskitzóglou) dans la catégorie des Dragons des Jeux olympiques d'été de 1960 à Naples.